# Psalm 44
Psalm 44 – jeden z utworów zgromadzonych w biblijnej Księdze Psalmów. W Septuagincie psalm ten nosi numer 43.

## Ogólne informacje
Psalm 44 jest zaliczany do dzieł przypisywanych Synom Koracha. W tekście widzimy, że podmiot liryczny wypowiada się w 1. os. lm., jak i w 1 os. lp., co sprawia, iż dzieło faktycznie wydaje się być utworem stworzonym przez różne osoby. Niezależnie od przybranej formy i liczby dostrzegamy przekonanie podmiotu lirycznego o tym, że Bóg jest sprawcą wszelkiego zdarzenia.

## Treść
Utwór jest lamentacją wygłaszaną przez wiele różnych osób. W pierwszych pięciu wersetach podmiot liryczny nawiązuje do historii, pobudzając tym samym nadzieję ludu na zbawczą interwencję Boga w czasie trudności jakie przeżywają. Na podstawie własnej sprawiedliwości wobec Boga upatruje przyczyny swego wybawienia. Bóg w 10 wersecie zawstydził ich, co może być symptomem braku realnej sprawiedliwości w życiu Izraela. Pojmowanie świata przez ludzi Starego Testamentu było ściśle powiązanie z przyczyną i skutkiem, winą i karą. Wszelkie nieszczęścia spotykające naród wybrany były związane z ich odstępstwami wobec Boga. Podobna sytuacja mogła mieć miejsce tutaj, niemniej psalmiści utrzymują, że nie uczynili nic złego. Warto zauważyć, że od wersetu 24 podmiot liryczny kieruje w stronę Boga coraz to odważniejsze słowa. Śmiałość z jaką występują tutaj osoby mówiące może wskazywać na ich bliską relację z Bogiem.

## Ciekawostki
- Wersety 3–9 – możliwe, iż jest to mowa opisująca zwycięski podbój Ziemi Obiecanej[1].
- Sela – słowo występujące siedemdziesiąt jeden razy w Księdze Psalmów. Do dziś jego znaczenie nie jest nam znane[3].
- Zbudź się, czemu śpisz – werset 24 jest próbą nakłonienia Boga do interwencji w sytuację, jakiej znajduje się podmiot liryczny[4].